# Hørve
Hørve är en ort på ön Själland i Danmark.   Den ligger i Odsherreds kommun och Region Själland, i den östra delen av landet, 70 km väster om Köpenhamn. Hørve ligger 13 meter över havet och antalet invånare är 2 514. Närmaste större samhälle är Holbæk, 17 km öster om Hørve. Trakten runt Hørve består till största delen av jordbruksmark.
Hørve har en järnvägsstation på Odsherredsbanen mellan Holbæk och Nykøbing Sjælland.